# 庞培星
庞培星（203 Pompeja）是第203顆被人類發現的小行星，位于火星和木星之間的小行星帶，體積頗大。
它在1879年9月25日被克里斯蒂安·亨利·弗里德里希·彼得斯发现，并以毁于在79年的火山爆发中毁灭的罗马城镇庞贝命名。